# Asseco
Asseco Poland SA er en polsk softwarevirksomhed. Den blev etableret i 1991 og tilbyder computersoftware til banksektoren. Virksomhedens hovedkvarter er i Rzeszów. Koncernen har en række datterselskaber og er tilstede mere end 50 lande.